# Estación de Lier
La estación de Lier es una estación de tren belga situada en Lier, en la provincia de Amberes, región Flamenca.
Pertenece a la línea  de S-Trein Antwerpen.

## Situación ferroviaria
La estación se encuentra en la línea línea 27 (Bruselas-Amberes).

## Intermodalidad
| Lier Station |                             |
| Autobuses de Amberes |                             |
| --- | --------------------------- |
| \| Línea \| Recorrido \| \| ----- \| --------------------------- \| \| 1 \| Lier ↔ Broechem \| \| 2 \| Lier ↔ Duffel \| \| 3 \| Lier ↔ Emblem \| \| 90 \| Lier ↔ Berchem \| \| 130 \| Lier ↔ Wilrijk \| \| 135 \| Lier ↔ Wilrijk \| \| 150 \| Lier ↔ Herentals \| \| 151 \| Lier ↔ Herenthout \| \| 152 \| Lier ↔ Vorselaar \| \| 153 \| Lier ↔ Niljen \| \| 297 \| Lier ↔ Heist-op-den-Berg \| \| 422 \| Lier ↔ Berchem \| \| 428 \| Lier ↔ Vorselaar \| \| 555 \| Lier ↔ Mechelen \| \| 556 \| Lier ↔ Waarloos \| \| 560 \| Lier ↔ Mechelen \| \| 561 \| Lier ↔ Mechelen \| \| 569 \| Lier ↔ Sint-Kateljine-Waver \| \| 570 \| Lier ↔ Berlaar \| \| 571 \| Lier ↔ Lier \| |                             |
| Línea | Recorrido                   |
| 1 | Lier ↔ Broechem             |
| 2 | Lier ↔ Duffel               |
| 3 | Lier ↔ Emblem               |
| 90 | Lier ↔ Berchem              |
| 130 | Lier ↔ Wilrijk              |
| 135 | Lier ↔ Wilrijk              |
| 150 | Lier ↔ Herentals            |
| 151 | Lier ↔ Herenthout           |
| 152 | Lier ↔ Vorselaar            |
| 153 | Lier ↔ Niljen               |
| 297 | Lier ↔ Heist-op-den-Berg    |
| 422 | Lier ↔ Berchem              |
| 428 | Lier ↔ Vorselaar            |
| 555 | Lier ↔ Mechelen             |
| 556 | Lier ↔ Waarloos             |
| 560 | Lier ↔ Mechelen             |
| 561 | Lier ↔ Mechelen             |
| 569 | Lier ↔ Sint-Kateljine-Waver |
| 570 | Lier ↔ Berlaar              |
| 571 | Lier ↔ Lier                 |